# Веијо Мери
Веијо Мери (фин. Veijo Väinö Valvo Meri; Випури, 31. децембар 1928 — Хелсинки, 21. јун 2015) био је фински писац. 

## Биографија
Веијо Мери је рођен 31. децембра 1928. године у граду Випури (садашњи Виборг, Русија). Један је од најзначајнијих представника модерног финског романа. Завршио је средњу школу у Хаменлини, а затим је студирао историју и почео да пише. Као син подофицира, а касније официра, дјетињство је провео по касарнама, одакле у највећој мјери и потиче његова инспирација за писање. Иако није учествовао у ратовима његова дјела претежно обухватају периоде ратовања (Зимски рат, Други свјетски рат) о којим пише са изразито антиратним ставом, указујући на апсурдност рата често са дозом црног хумора.
Писао је прозу, новеле, романе, написао је и неколико драма, есеја и расправа, његова дјела су преведена на 24 језика. Добитник је више домаћих и иностраних признања и награда. За роман „Син подофицира“ (фин. Kersantin poika), који је написао 1971. године, добија књижевну награду нордијског савјета за књижевност 1973. године, а 1976. године је снимљен филм по истоименом роману. Такође за роман „Уже од маниле“ (фин. Manillaköysi), који је преведен на 17 језика, добио је више домаћих и међународних признања.